# Traité de Golestan
Pour les articles homonymes, voir Golestan.
Le traité de Golestan (aussi écrit Gulistan, Gulestan, et Golistan) est un traité de paix entre l'Empire russe et l'Empire perse (dynastie Kadjar), signé le 24 octobre 1813 dans un village du Golestan au Karabagh à la fin de la guerre russo-persane de 1804-1813. 
Le traité de 11 chapitres fut mis au point par Sir Gore Ouseley (originaire de Grande-Bretagne) qui faisait office de médiateur et a été signé par Haji Mirza Abol Hasan Khan pour la partie iranienne.

## Contenu
Par ce traité :
1. l'Empire perse perd tous ses territoires situés au nord de l'Araxe et est forcé de reconnaître l'autorité de la Russie sur ceux-ci. Ces terres incluent :
  1. toutes les villes et villages du Daghestan ;
  2. toutes les villes et villages de Géorgie, incluant toutes les villes et villages situés sur la côte de la mer Noire ;
  3. la Mingrélie ;
  4. l'Abkhazie ;
  5. la Gourie ;
  6. le khanat de Bakou ;
  7. Derbent ;
  8. le khanat de Chirvan ;
  9. le khanat du Karabagh ;
  10. le khanat de Gandja ;
  11. le khanat de Chaki ;
  12. Mughan ;
  13. le khanat Talysh ;
2. l'Iran perd le droit de naviguer sur la mer Caspienne, et la Russie se voit attribuer des droits exclusifs pour stationner sa flotte militaire sur la Caspienne ;
3. les deux pays signent par ce traité un accord de libre-échange, les Russes ayant la possibilité de faire des affaires partout en Iran ;
4. la Russie promet en retour de soutenir Abbas Mirza en tant qu'héritier du trône perse après la mort de Fath Ali Shah (ce qui n'eut pas lieu, le fils étant mort avant le père).

L'Iran considère officiellement ce traité et le suivant (traité de Turkmanchai) comme les traités les plus humiliants qu'il ait jamais signés.